# Indice di efficienza energetica
L'indice di efficienza energetica, noto anche come EER (acronimo per Energy Efficiency Ratio), oppure come "Rendimento del Ciclo di Carnot" (Record di Carnot), è un parametro che indica l'efficienza elettrica di una macchina termica (es. climatizzatore) mentre funziona in raffreddamento.
La sua formulazione è analoga al coefficiente di prestazione di una pompa di calore (quindi: calore movimentato diviso per l'energia spesa per la movimentazione del calore) con l'unica differenza che l'EER, riferendosi ai cicli frigoriferi, pone la sua attenzione sul calore asportato dalla sorgente fredda.
{\displaystyle COP_{\mathrm {raffreddamento,reale} }=EER={\frac {Q_{\mathrm {freddo} }}{\left|L\right|}}\leq {\frac {T_{\mathrm {fredda} }}{T_{\mathrm {calda} }-T_{\mathrm {fredda} }}}=COP_{\mathrm {raffreddamento,Carnot} }}
La temperatura T è espressa in kelvin.
In Fisica tecnica esso è indicato come coefficiente di effetto utile per cicli frigoriferi ed è indicato con la lettera greca ε.